# تكفارشيلي
تكفارشيلي هي بلدة مهجورة تقع في أبخازيا.